# Palais des sports de Beaublanc
 Denne artikel bør gennemlæses af en person med fagkendskab for at sikre den faglige korrekthed.
      − Referencer og oplysningerne om anlægget

Palais des sports de Beaublanc er en multifunktionshal i den franske by Limoges i departementet Haute-Vienne.
Stadionet blev indviet i sommeren 1981 og bruges som hovedkvarter for Limoges CSP basketballklub i LNB Pro A (fransk førstedivision) og har nogle gange også været brugt til Limoges Håndbold.
|  |